# Bathyaethiops
Bathyaethiops es un  género de peces de la familia Alestidae y de la orden de los Characiformes.

## Distribución geográfica
El género se encuentra distribuido por las aguas dulces de la República Democrática del Congo y de la República del Congo.

## Especies
Actualmente hay cuatro especies reconocidas en este género:
- Bathyaethiops atercrinis (Mamonekene & Stiassny, 2012)[3]
- Bathyaethiops breuseghemi (Poll, 1945)
- Bathyaethiops caudomaculatus (Pellegrin, 1925)
- Bathyaethiops greeni (Fowler, 1949)